# Сита (Бистрица-Насауд)
Сита (рум. Sita) насеље је у Румунији у округу Бистрица-Насауд у општини Спермезеу. Oпштина се налази на надморској висини од 518 m.

## Становништво
Према подацима из 2002. године у насељу је живело 405 становника, од којих су сви румунске националности.